# Aloe aldabrensis
Aloe aldabrensis — вид алоэ, эндемик острова Альдабра.
Вид произрастает на побережье острова на известняковой почве. Это кустарничек алоэ с мясистыми ягодами, поэтому его выделили в отдельную секцию Lomatophyllum. Наиболее близкие виды — Aloe pembana и Aloe alexandrei, произрастающие на островах Мозамбикского пролива, а также Aloe peyrierasii, растущий на севере Мадагаскара. Эти виды отличаются более крупными листьями, более длинными цветками и более широко расположенными между собой зубцами.
Aloe aldabrensis — растения одиночные, с коротким стеблем. Его листья зелёные, с красными или оранжевыми оттенками. Его многоразветвлённое соцветие — оранжево-красные цветки в кистях, а семена расположены в мясистых ягодах.